# Baritocalcita
La baritocalcita és un mineral de la classe dels carbonats que rep el seu nom de la seva composició química (bari i calcita). Va ser descoberta en 1824 a Alston Moor al comtat de Cúmbria (Regne Unit). Pertany al grup alstonita-baritocalcita.

## Característiques
És un carbonat de bari i calci. És un mineral polimorf amb l'alstonita i la paralstonita, minerals amb la mateixa fórmula química que la baritocalcita monoclínica, tot i que el primer mineral cristal·litza en el sistema triclínic i el segon en el trigonal. Té una duresa de 4 a l'escala de Mohs, i un pes específic de 3,64 a 3,71.
Segons la classificació de Nickel-Strunz, la baritocalcita pertany a «05.AB: Carbonats sense anions addicionals, sense H₂O, alcalinoterris (i altres M2+)» juntament amb els següents minerals: calcita, gaspeita, magnesita, otavita, rodocrosita, siderita, smithsonita, esferocobaltita, ankerita, dolomita, kutnohorita, minrecordita, aragonita, cerussita, estroncianita, witherita, vaterita, huntita, norsethita, alstonita, olekminskita, paralstonita, carbocernaita, benstonita i juangodoyita.

## Formació i jaciments
Apareix com a mineral secundari accessori relativament rar en vetes metàl·liques travessant roques calcàries. Es forma a partir de la reacció de fluids hidrotermals amb la calcària, podent ser l'espècie dominant entre els minerals de bari. També s'ha trobat en carbonatites, tot i que rarament.
Sol trobar-se associada a altres minerals com: fluorita, calcita, barita, estroncianita, siderita, alstonita, benstonita, witherita, norsethita, esfalerita, pirrotina i quars.